# Чемпионат мира по биатлону 1973
12-й чемпионат мира по биатлону прошёл в США, в Лэйк-Плэсиде в 1973 году.

## Индивидуальная гонка на 20 км
| Финишный протокол | Финишный протокол | Финишный протокол | Финишный протокол  | Финишный протокол |
| Место             | Страна            | Спортсмен         | Время (отставание) | Промахи           |
| ----------------- | ----------------- | ----------------- | ------------------ | ----------------- |
| 1                 | СССР              | Александр Тихонов | 1:24:30.2          | 2 (0+0+1+1)       |
| 2                 | СССР              | Геннадий Ковалев  | +2:47.0            | 1 (0+0+1+0)       |
| 3                 | Норвегия          | Тор Свендсбергет  | +3:38.0            | 5 (1+0+2+2)       |

## Эстафета 4 Х 7,5 км
| Место | Страна   | Спортсмен                                                    | Время | Промахи |
| ----- | -------- | ------------------------------------------------------------ | ----- | ------- |
| 1     | СССР     | Александр Тихонов Ринат Сафин Юрий Колмаков Геннадий Ковалев | ...   | ...     |
| 2     | Норвегия | Тор Свендсбергет Эстен Гьелтен Рагнар Твейтен Кьелл Ховда    | ...   | ...     |
| 3     | ГДР      | Дитер Шпеер Манфред Гейер Герберт Виганд Гюнтер Бартник      | ...   | ...     |

## Зачет медалей
| Место | Страна   | Золото | Серебро | Бронза | Общее число медалей |
| ----- | -------- | ------ | ------- | ------ | ------------------- |
| 1     | СССР     | 2      | 1       | 0      | 3                   |
| 2     | Норвегия | 0      | 1       | 1      | 2                   |
| 3     | ГДР      | 0      | 0       | 1      | 1                   |